# Ronde van Moeskroen 2025
De vijfde editie van de wielerwedstrijd Ronde van Moeskroen vond plaats op 21 april 2025. De 154 deelneemsters moesten vijf rondes, voor een totaal van 125 kilometer, in en rond Moeskroen afleggen. De wedstrijd had de UCI-categorie 1.1 en maakte deel uit van de Lotto Belgium Cup. De Noorse Susanne Andersen won in de sprint, voor de Belgische Marthe Truyen en Sarah Van Dam uit Canada.

## Uitslag
| Plaats  | Naam                | Ploeg                      | Tijd     |
| ------- | ------------------- | -------------------------- | -------- |
| Winnaar | Susanne Andersen    | Uno-X Mobility             | 3u02'14" |
| 2       | Marthe Truyen       | Fenix-Deceuninck           | z.t.     |
| 3       | Sarah Van Dam       | CERATIZIT                  | z.t.     |
| 4       | Sara Fiorin         | CERATIZIT                  | z.t.     |
| 5       | Kristýna Burlová    | CERATIZIT                  | z.t.     |
| 6       | Silvia Zanardi      | Human Powered Health       | z.t.     |
| 7       | Maggie Coles-Lyster | Human Powered Health       | z.t.     |
| 8       | Emilia Fahlin       | Arkéa-B&B Hotels           | z.t.     |
| 9       | Olga Wankiewicz     | MAT Atom Deweloper Wrocław | z.t.     |
| 10      | Sofie van Rooijen   | UAE Dev.                   | z.t.     |
| 11      | Scarlett Souren     | VolkerWessels              | z.t.     |
| 12      | Marga López         | VELOPRO-Alphamotorhomes    | z.t.     |
| 13      | Martina Alzini      | Cofidis                    | z.t.     |
| 14      | Anne van Rooijen    | VolkerWessels              | z.t.     |
| 15      | Marith Vanhove      | AG Insurance-Soudal U23    | z.t.     |
| 16      | Mylène de Zoete     | CERATIZIT                  | z.t.     |
| 17      | Eilidh Shaw         | UAE Dev.                   | + 5"     |
| 18      | Marit Raaijmakers   | Human Powered Health       | z.t.     |
| 19      | Alexis Magner       | Cynisca                    | z.t.     |
| 20      | Monica Greenwood    | Coop-Repsol                | z.t.     |

2020 · 2021 · 2022 · 2023 · 2024 · 2025